# Arrest Losser/Kruidhof
Het arrest Losser/Kruidhof (HR 28 mei 1999, NJ 1999/564), ook wel Theeongeval-arrest genoemd, is een arrest van de Nederlandse Hoge Raad dat richtinggevend is geweest voor de wijze van bepaling van vermogensschade, wanneer een kind met letselschade door de ouders wordt bezocht en verzorgd.

## Casus
Op 17 mei 1990 heeft een elfjarige leerlinge van een openbare school te Losser koffie- en theedienst. Wanneer zij iets wil pakken uit het boven het gasfornuis gelegen kastje, vat haar T-shirt vlam. Tot overmaat van ramp is de waterleiding net afgesloten wegens werkzaamheden elders en wordt het vuur pas later gedoofd door een leerkracht. Het meisje heeft brandwonden over 23% van haar lichaam, blijvende littekens en ze moet lang verzorgd worden, onder andere in het Brandwondencentrum in Beverwijk, maar ook gedurende lange tijd thuis.

## Rechtsvraag
Het arrest richtte zich op een specifiek onderdeel van de schadevergoeding waar de ouders om gevraagd hadden. Zij vroegen een vergoeding voor de werk- en vakantiedagen die zij hadden opgeofferd voor enerzijds de ziekenhuisbezoeken en anderzijds de verpleging thuis.

## Hoge Raad
De Hoge Raad oordeelde dat op grond van artikel 6:107 BW het kind aanspraak kon maken op vermogensschade wegens de verzorging thuis. Het staat de rechter in dit geval vrij te abstraheren van de concrete zaak en langs abstracte schadebepaling de kosten voor thuisverpleging te begroten op het bedrag dat dit gekost zou hebben indien de thuisverpleging door professionele hulp verleend was:

Wanneer iemand ten gevolge van een gebeurtenis waarvoor een ander aansprakelijk is ernstig letsel oploopt, waarvan het herstel niet alleen ziekenhuisopname en medische ingrepen vergt, maar ook intensieve en langdurige verpleging en verzorging thuis, is de aansprakelijke van de aanvang af verplicht de gekwetste in staat te stellen zich van die noodzakelijke verpleging en verzorging te voorzien. Indien het dan (...) gaat om een gewond kind waarvan de ouders op redelijke gronden zelf de voor genezing en herstel van het kind noodzakelijke verpleging en verzorging op zich nemen in plaats van deze taken aan professionele, voor hun diensten gehonoreerde hulpverleners toe te vertrouwen, voldoen de ouders in nature aan een verplichting die primair rust op de aansprakelijke. De redelijkheid brengt in een dergelijk geval mee dat het de rechter vrijstaat bij het beantwoorden van de vraag of het kind vermogensschade heeft geleden en op welk bedrag deze schade moet worden begroot, te abstraheren van de omstandigheden dat die taken in feite niet door dergelijke hulpverleners worden vervuld, dat de ouders jegens het kind geen aanspraak op geldelijke beloning voor hun inspanningen kunnen doen gelden, en dat zij -zoals hier- in staat zijn die taken te vervullen zonder daardoor inkomsten te derven. (...)
Opmerking verdient nog dat de rechter bij deze wijze van begroten geen hogere vergoeding ter zake van verpleging en verzorging zal mogen toewijzen dan het geschatte bedrag van de bespaarde kosten van professionele hulp.

De Hoge Raad verwierp de aanspraak op schadevergoeding wegens het verlies van vakantiedagen als gevolg van ziekenhuisbezoek. Hiervoor voerde hij als grond aan dat de vermogensschade niet als vermogensschade van het kind was aan te merken, omdat het niet door professionele hulp gedaan of vervangen had kunnen worden:

Het verlies van vakantiedagen van de ouders door de tijd die gemoeid was met hun bezoeken aan het kind tijdens verblijf in het ziekenhuis, kan niet op één lijn worden gesteld met de hiervoor besproken schadepost, nu het niet aannemelijk is dat professionele - betaalde - hulpverleners worden ingeschakeld voor ziekenhuisbezoek ingeval de ouders niet in de gelegenheid zijn zelf het kind te bezoeken. De heilzame invloed van bezoeken op het genezingsproces moet worden toegeschreven aan de persoonlijke band tussen het kind en de ouders. Het verlies van vakantiedagen kan derhalve, hoezeer het ook als een vorm van vermogensschade valt aan te merken, niet als door J. [het meisje, red.] geleden schade worden aangemerkt.